# 埃恩巴赫河
49°32′58″N 12°8′3″E / 49.54944°N 12.13417°E
埃恩巴赫河（德語：Ehenbach），是德國的河流，位於該國東南部，由巴伐利亞負責管轄，屬於納布河的右支流，河道全長18.5公里，流域面積107.4平方公里。